# Einfeldia carbonaria
Einfeldia carbonaria är en tvåvingeart som först beskrevs av Johann Wilhelm Meigen 1804.  Einfeldia carbonaria ingår i släktet Einfeldia och familjen fjädermyggor. Inga underarter finns listade i Catalogue of Life.